# Elstängsel

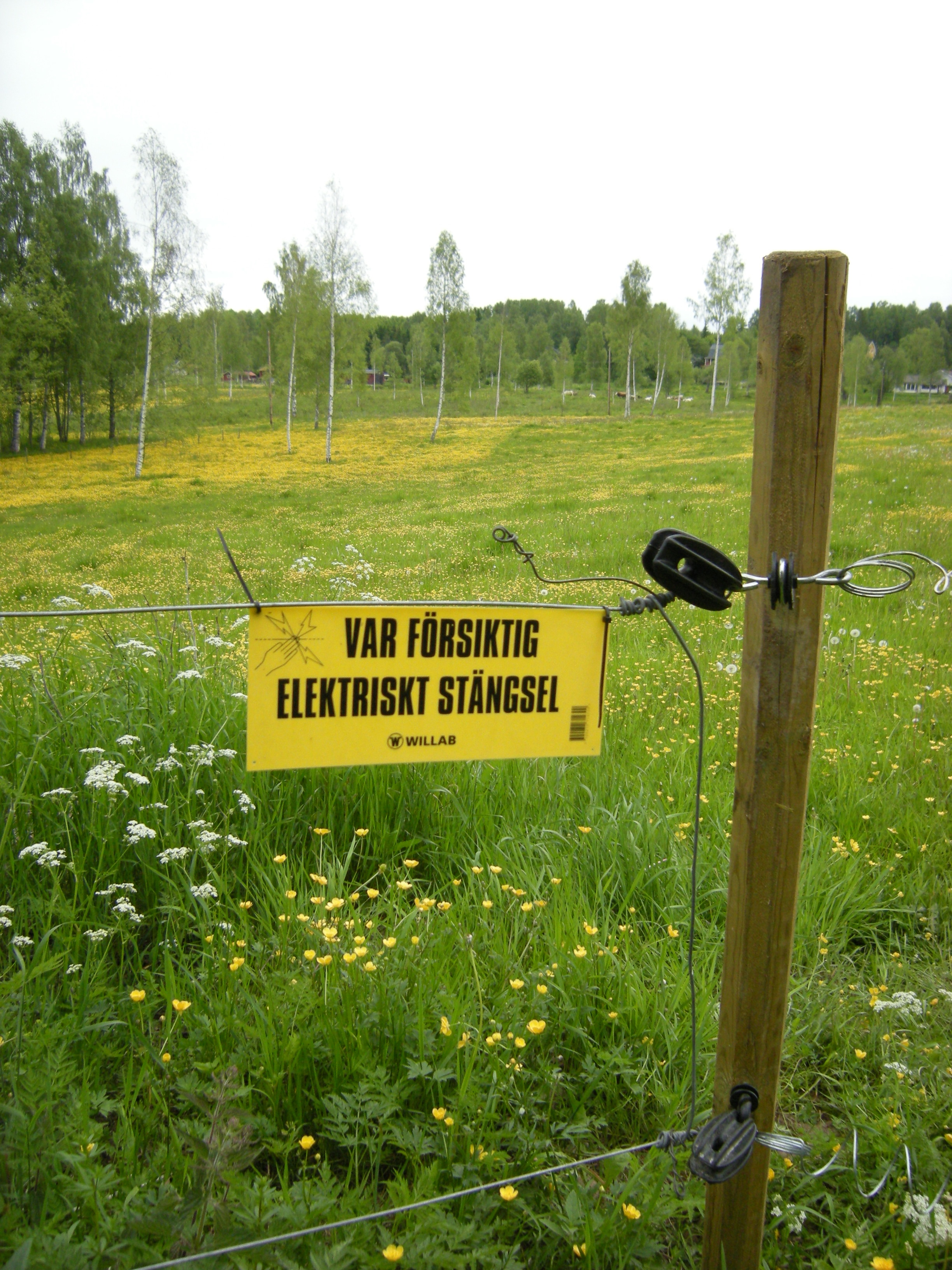
Elektriskt stängsel för nötkreatur

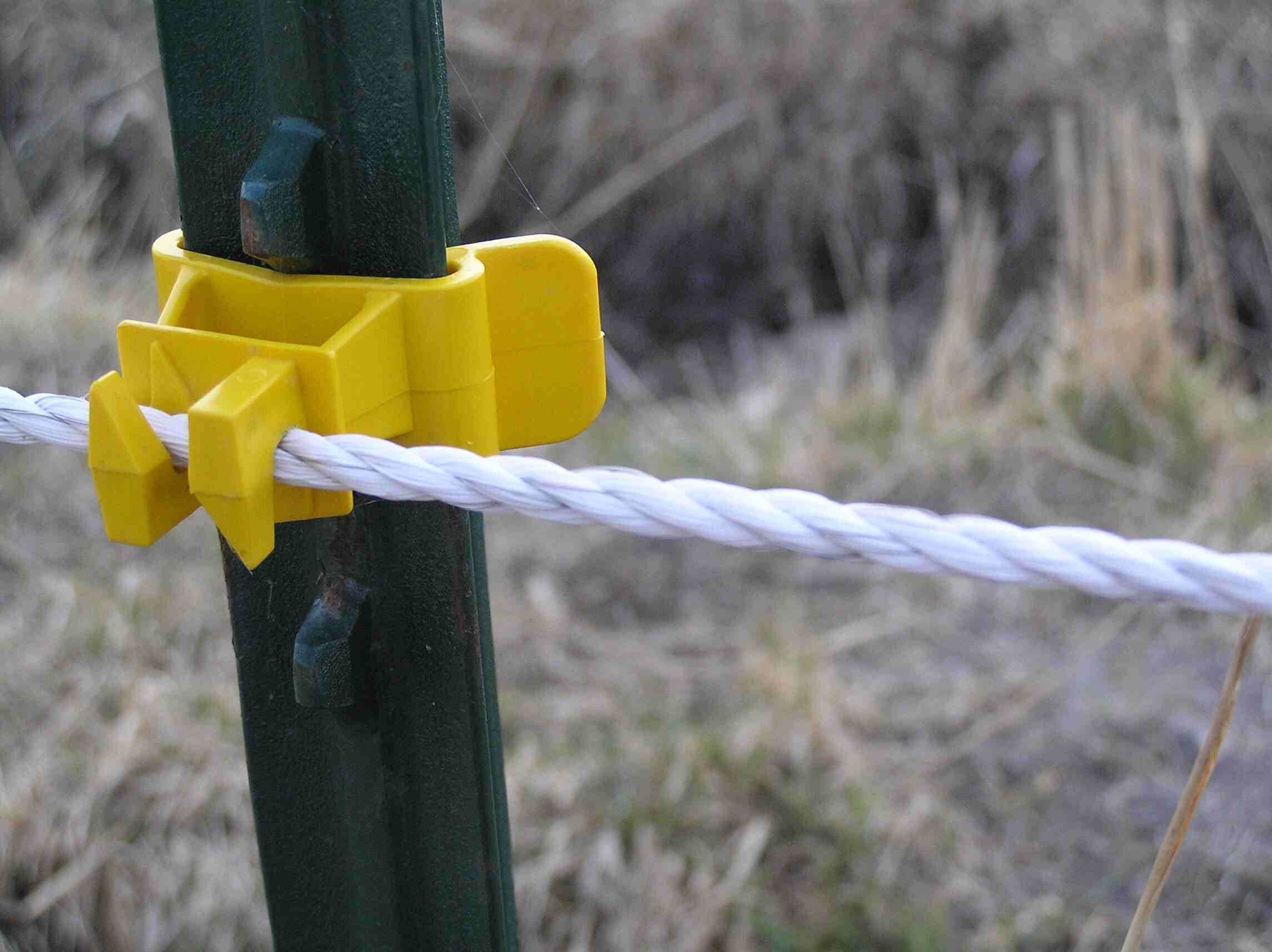
Elektriskt stängsel för hästar.

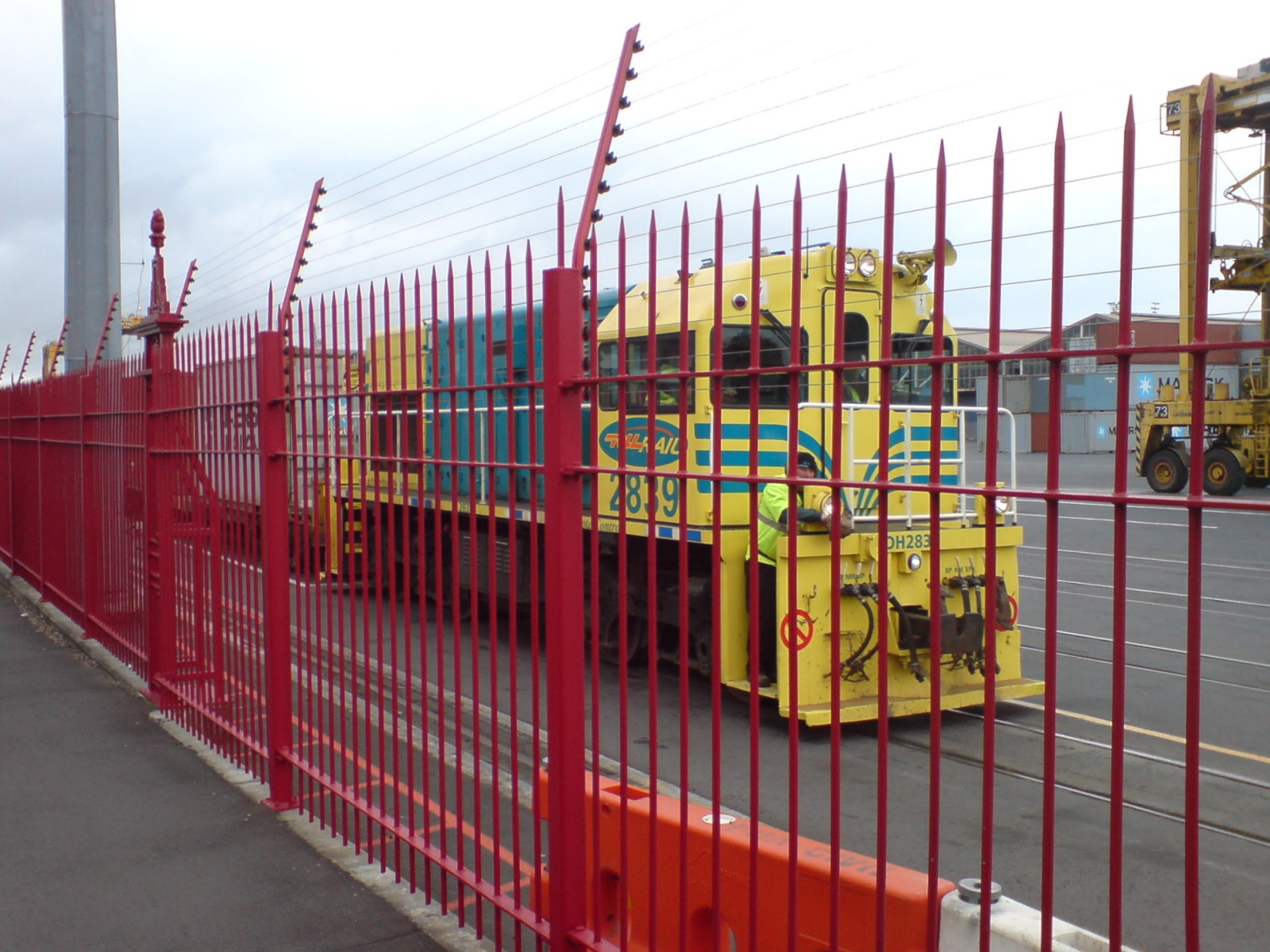
Elektriskt stängsel avsett att hindra människor från att passera i Aucklands hamn.

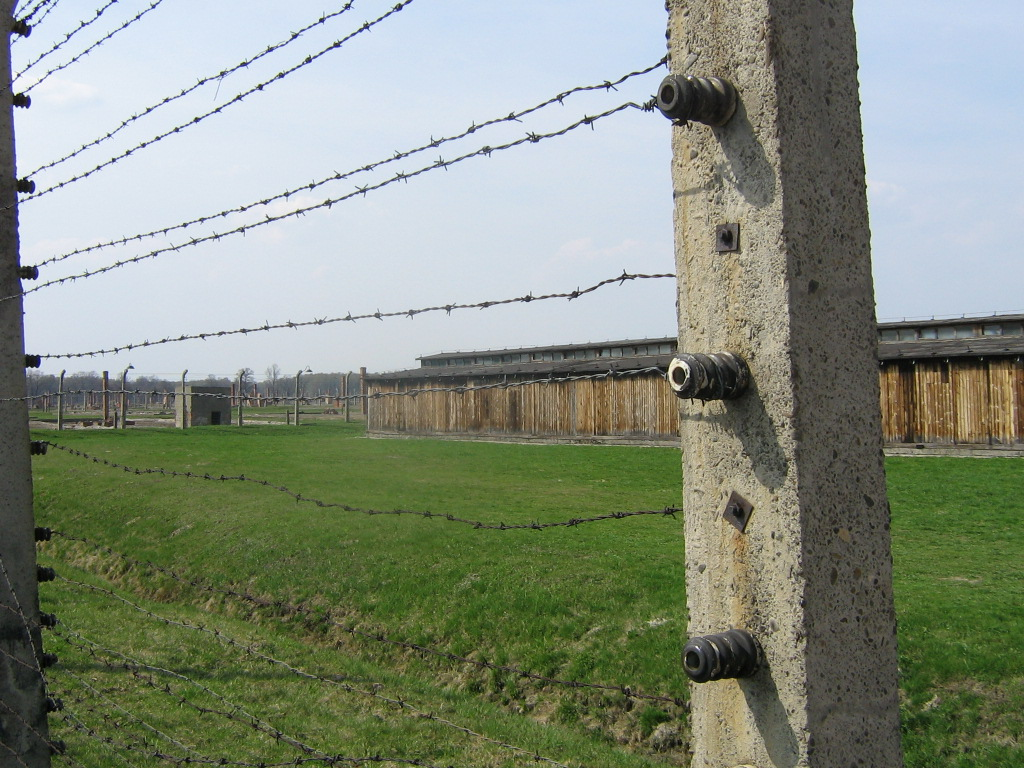
Elektrifierad taggtråd i Auschwitz.

Elstängsel, elektriskt stängsel är en typ av stängsel som är strömförande. De flesta elstängsel är uppbyggda av strömförande metalltrådar som bärs upp av isolatorer och används för djur, men det förekommer även elektriska stängsel som är avsedda att hålla människor ute eller inne.

## Elektriska stängsel för djur
De flesta elstängsel för djur består av stolpar som via isolatorer, ofta i form av distansisolatorer, bär upp strömförande tråd. Stolparna kan vara av tryckimpregnerat trä, plast eller glasfiber. Antalet trådar och avståndet mellan dem och mellan den understa tråden och marken beror på vilken sorts djur som stängslet används för. För hästar och nötboskap används vanligen två trådar där den undre går ca 40-50 cm och den övre 100-120 cm över mark.
För att passera genom stängslet finns grindanordningar med grindhandtag, grindisolatorer och trådanslutningar av olika slag.
Vid större vägar ska gula varningsskyltar fästas på stängseltrådarna för att informera om att ett elektriskt stängsel är uppsatt.
Det är inte olagligt i Sverige att passera ett elektriskt djurstängsel och gå genom en hage (såvida det inte är tomtmark). Däremot har man skyldighet att stänga grindar ordentligt, och man har ett ansvar för att djur inte slipper in eller ut.

### Elstängselaggregat
Ett elstängsel förses med ström från ett elstängselaggregat som drivs antingen från ett vanligt 230 V eluttag, eller från ett 9 V- eller 12 V-batteri. Batteridrift används främst när inhägnaden ligger för långt bort från ett 230 V-uttag. Det finns även soldrivna eller vindkraftdrivna elstängsel, men dessa har funnit begränsad användning p.g.a. stöldbegärligheten.
Elstängselaggregatet har en förbindelse med stängseltrådarna via en så kallad matarledning och förser dem med strömimpulser som har en spänning på några tusen volt, men med endast i några millisekunders varaktighet. Den andra parten av matarledningen är kopplad till ett antal jordspett nedstuckna i marken intill aggregatet, eller till ett vattenledningsrör som har jordkontakt. 
När ett djur nuddar någon av trådarna rusar strömimpulsen genom kroppen ner till marken och genom marken till agregatets jordspett samt åter till aggregatet. Vid beröring sluts alltså en elektrisk krets som gör det möjligt för strömmen att vandra.
Impulsen är ofarlig för människor och djur vid enstaka stötar, men känns obehaglig vilket gör att djuren undviker trådarna.
Ett stängsels ledningsförmåga är således beroende av bra stängseltrådar, men även av markens konduktivitet, d.v.s. elektriska ledningsförmåga. Under sommartorka och när tjäle råder i marken vintertid är konduktiviteten låg och stängslet fungerar alltså sämre.
Styrkan på pulserna från ett aggregat mäts i joule, vilket är det samma som wattsekund. 1 till 1,5 joule är tillräckligt för hästar och grisar. För nötkreatur används 2 till 5 J beroende på stängslets längd. För får används minst 8 J och så hög spänning som möjligt.

### Stängselprovare
En stängselprovare, eller stängseltestare, är ett testinstrument som används för att testa elstängslets ledningsförmåga på olika platser utmed stängsellinjen.
Det vanligaste och enklaste instrumentet mäter strömimpulsens spänning. Ett jordspett med längden max 1 dm och diametern ca 5 mm, sticks ner i jorden där man vill testa. Spettet är kopplad till en ledning som är fäst vid instrumentet. Instrumenet har sedan en metallpigg med vilket man vidrör stängseltråden. När en strömimpuls kommer genom stängslet rusar denna ner igenom instrumentet, via jordspettet tillbaka till elstängselaggregatet. Instrumentet visar strömimpulsens spänning i antingen volt (V) eller kilovolt (kV).
En så kallad "beeper" är en billigare variant av provare som endast indikerar med ljudsignal om det är ström i stängslet när den läggs mot tråden.
Ett felsökningsinstrument är en testare med inbyggd ampèremätare som visar spänning och strömriktning och som kan ge svar på bland annat:
- Ger stängselaggregatet ifrån sig tillräckligt med ström?
- Är det avbrott i stängslet, ligger tråden an mot marken eller har dålig ledningsförmåga (till exempel på grund av rost) på något ställe?
- Är jordningen otillräcklig?

Som hjälp vid riktigt stora stängselanläggningar finns det stängselprovare som kan "prata" med stängselaggregatet och slå av eller på det genom att skicka information via stängslet.

## Elektriska stängsel för människor
Elektriska stängsel som avsåg att hålla människor inne användes i koncentrationslägren i Nazityskland. De används även omkring militära anläggningar, tullområden och gränspassager.
I vissa länder används elektrifierade taggtrådsstängsel som ett ytterligare skydd mot intrång. I Sverige är det däremot förbjudet att elektrifiera en taggtråd.

## Åska och elstängsel
Blixten strävar efter att hitta den lättaste vägen från moln till mark. Elstängsel som går runt större hagar t.ex. öppna fält, kan ge blixten en lättare väg att nå jord. I och med att elstängselaggregat både har en förbindelse ut på stängseltråden och den för funktionen nödvändiga jordningen, är det inte ovanligt att blixten slår sönder aggregat. För att skydda sig kan man montera åskskydd på elstängslet. Ett sådant leder normalt strömmen orsakad av åsköverspänningen via ett gnistgap eller ventilavledare till jord. Om blixten slår ner direkt eller i närheten av stängslet avleds merparten av energin kontrollerat via skyddet och skadeverkan reduceras eller elimineras helt. Man minskar även åsköverspänning in i elnätet som kan skada elutrustning i elanläggningen.